# Charlie St. Cloud
Charlie St. Cloud är en amerikansk långfilm från 2010 i regi av Burr Steers, med Zac Efron, Charlie Tahan, Amanda Crew och Augustus Prew i rollerna. Filmen bygger på Ben Sherwoods roman The Death and Life of Charlie St. Cloud.

## Handling
Seglaren Charlie St. Cloud (Zac Efron)förlorar  sin yngre bror Sam (Charlie Tahan) i en tragisk bilolycka. Charlie börjar snart se sin bror i väldigt verklighetstrogna syner. Det går så långt att hans omgivning börjar tro att han håller på att få ett mentalt sammanbrott.

## Rollista
| Zac Efron     | – Charlie St. Cloud |
| Charlie Tahan | – Sam St. Cloud     |
| Amanda Crew   | – Tess Carroll      |
| Augustus Prew | – Alistair Wooley   |
| Donal Logue   | – Tink Weatherbee   |
| Tegan Moss    | – Cindy             |
| Kim Basinger  | – Claire St. Cloud  |
| Ray Liotta    | – Florio Ferrente   |
| Dave Franco   | – Sully             |
| Matt Ward     | – Connors           |

## Mottagande
Filmen blev ingen större biosuccé, med en budget på $44 miljoner dollar tjänade den bara in lite över $48 miljoner. Inte heller kritikerna var särskitlt förtjusta; efter 123 ihopsamlade recensioner på Rotten Tomatoes är bara 28% positiva. Recensenten på Moviezine.se,  Lotta Zachrisson, gav filmen 2 av 5 och skrev:
| ” | "Charlie St. Cloud" har ambitionen att vara en lite ovanlig och överraskande film, men tyvärr går vändningen att räkna ut långt i förväg och resten är formligen inbakat i smör. Det känns mest som om Zac Efron valt en roll som flirtar med hans gamla fans från Highschool Musical-tiden. | „ |